# Ronde van Chongming
De Ronde van Chongming (vereenvoudigd Chinees: 崇明体育网, pinyin: Chóngmíng Tĭyùwăng) is een jaarlijks Chinees wielerevenement voor vrouwen, die sinds 2007 wordt verreden op het eiland Chongming, onderdeel van de stad Shanghai.
Het evenement bestond tot 2015 uit een etappewedstrijd en een eendagswedstrijd. Die eendagswedstrijd werd de eerste drie jaren verreden als tijdrit en tussen 2010 en 2015 als wegrit die onderdeel was van de Wereldbeker voor vrouwen. De etappewedstrijd is vanaf 2016 onderdeel van de World Tour. In 2020, 2021 en 2022 werd de Ronde van Chongming niet verreden vanwege de coronapandemie.

## Erelijst

### Etappewedstrijd
| Jaar                                            | Winnaar             | Tweede               | Derde               |
| ----------------------------------------------- | ------------------- | -------------------- | ------------------- |
| 2007                                            | Li Meifang          | Ellen van Dijk       | Belinda Goss        |
| 2008                                            | Li Meifang          | Meng Lang            | Sha Hui             |
| 2009                                            | Chloe Hosking       | Marlen Jöhrend       | Zhao Na             |
| 2010                                            | Ina-Yoko Teutenberg | Kirsten Wild         | Rochelle Gilmore    |
| 2011                                            | Ina-Yoko Teutenberg | Annemiek van Vleuten | Monia Baccaille     |
| 2012                                            | Melissa Hoskins     | Monia Baccaille      | Liesbet De Vocht    |
| 2013                                            | Annette Edmondson   | Chloe Hosking        | Lucy Garner         |
| 2014                                            | Kirsten Wild        | Shelley Olds         | Giorgia Bronzini    |
| 2015                                            | Kirsten Wild        | Roxane Fournier      | Annalisa Cucinotta  |
| Women's World Tour                              |                     |                      |                     |
| 2016                                            | Chloe Hosking       | Ting Ying Huang      | Leah Kirchmann      |
| 2017                                            | Jolien D'Hoore      | Kirsten Wild         | Chloe Hosking       |
| 2018                                            | Charlotte Becker    | Shannon Malseed      | Anastasia Iakovenko |
| 2019                                            | Lorena Wiebes       | Jutatip Maneephan    | Lotte Kopecky       |
| 2020-2022: niet verreden vanwege Coronapandemie |                     |                      |                     |
| 2023                                            | Chiara Consonni     | Mylène de Zoete      | Daria Pikulik       |
| 2024                                            | Marta Lach          | Mylène de Zoete      | Scarlett Souren     |

### Individuele tijdrit
| Jaar | Winnaar          | Tweede          | Derde            |
| ---- | ---------------- | --------------- | ---------------- |
| 2007 | Liu Yongli       | Li Meifang      | Ellen van Dijk   |
| 2008 | Li Meifang       | Wang Li         | Liu Yongli       |
| 2009 | Bridie O'Donnell | Svitlana Halyuk | Madeleine Sandig |

### Wereldbeker
| Jaar | Winnaar             | Tweede               | Derde            |
| ---- | ------------------- | -------------------- | ---------------- |
| 2010 | Ina-Yoko Teutenberg | Kirsten Wild         | Rochelle Gilmore |
| 2011 | Ina-Yoko Teutenberg | Elizabeth Armitstead | Charlotte Becker |
| 2012 | Shelley Olds        | Melissa Hoskins      | Monia Baccaille  |
| 2013 | Tetyana Ryabchenko  | Giorgia Bronzini     | Amy Pieters      |
| 2014 | Kirsten Wild        | Elena Cecchini       | Giorgia Bronzini |
| 2015 | Giorgia Bronzini    | Kirsten Wild         | Fanny Riberot    |